# Vallibona
Vallibona é um município da Espanha na província de Castelló, Comunidade Valenciana. Tem 91,4 km² de área e em 2021 tinha 67 habitantes (densidade: 0,7 hab./km²).

## Demografia
| Variação demográfica do município entre 1991 e 2004 | Variação demográfica do município entre 1991 e 2004 | Variação demográfica do município entre 1991 e 2004 | Variação demográfica do município entre 1991 e 2004 |
| --------------------------------------------------- | --------------------------------------------------- | --------------------------------------------------- | --------------------------------------------------- |
| 1991                                                | 1996                                                | 2001                                                | 2004                                                |
| 92                                                  | 108                                                 | 90                                                  | 89                                                  |